# セキテイリュウオー
セキテイリュウオー（欧字名:Sekitei Ryu O、1989年4月30日 - 2011年4月13日）は、日本の競走馬、種牡馬。主な勝ち鞍に1993年の日刊スポーツ賞金杯 、1994年の東京新聞杯。

## 現役時代
1991年12月1日、中山競馬場での新馬戦で蛯沢誠治の騎乗でデビューし2着、2戦目の折り返しの新馬戦で初勝利を挙げる。年明けて500万クラスの条件戦で6着、3着、2着としたのち皐月賞指定オープンの若葉ステークスに駒を進め、エアジョーダン、マヤノペトリュースの重賞勝ち馬2頭などを抑えて制した。クラシック第一冠の皐月賞は3番人気もミホノブルボンの6着、大一番の東京優駿も二冠達成のミホノブルボンの9着に終わり、レース後骨膜炎が判明し休養。休み明けで出走した菊花賞は13番人気もライスシャワーの6着、古馬との初対戦のディセンバーステークスでフジヤマケンザンの2着とした。
1993年は日刊スポーツ賞金杯から始動してカリブソングをアタマ差押さえて優勝するが、その後の重賞戦線では勝ちきれない競馬が続き、宝塚記念でメジロマックイーンの4着としたあと脚部不安で放牧に出される。秋は毎日王冠から使い出してシンコウラブリイの2着、続く天皇賞（秋）では6番人気ながらヤマニンゼファーと「息詰まる」とも評される大接戦を演じた末にハナ差の2着とした。この接戦のさなか、残り20メートルで鞍上の田中勝春が鞭を落とすハプニングもあり、のちに田中は最も悔しい敗戦にこのレースを挙げている。天皇賞の後、確勝を期してディセンバーステークスに出走して勝利したが、続く有馬記念ではトウカイテイオーの7着に終わった。
1994年は東京新聞杯から始動し、有馬記念でパトロールタワーの影を飛び越えたという事象の対策としてシャドーロールを着用。レースでは59キロの斤量を背負いつつ勝利をおさめ、安田記念を春の最大目標に定めて調整を進めていた矢先、橈骨に骨膜炎を発症して休養を余儀なくされる。秋に毎日王冠から復帰してネーハイシーザーの8着ののち、続く天皇賞（秋）ではネーハイシーザーの2着に入ったが、その後は満足にレースに使えず、1995年は高松宮杯7着の1走のみ、1996年は東京新聞杯と中山記念の2走のみの出走に終わり、サクラローレルの9着に終わった中山記念が最後の競走となった。現役時の活躍内容等から天馬最後の傑作と呼ばれた。

## 競走成績
以下の内容は、netkeiba.comおよびJBISサーチに基づく。
| 年月日     | 競馬場 | 競走名           | 格   | 距離（馬場）  | 頭 数 | 枠 番 | 馬 番 | オッズ（人気） | 着順 | タイム （上り3F/4F） | 着差 | 騎手     | 斤量 （kg） | 勝ち馬/（2着馬）     |
| ---------- | ------ | ---------------- | ---- | ------------- | ----- | ----- | ----- | -------------- | ---- | -------------------- | ---- | -------- | ----------- | -------------------- |
| 1991.12.01 | 中山   | 3歳新馬          |      | 芝1800m（良） | 16    | 4     | 7     | 11.1（3人）    | 2着  | 1:50.0 (36.5)        | -0.1 | 蛯沢誠治 | 54          | シービーゲイル       |
| 0000.12.22 | 中山   | 3歳新馬          |      | 芝1600m（良） | 9     | 6     | 6     | 01.8（1人）    | 1着  | 1:36.0 (36.5)        | -0.3 | 蛯沢誠治 | 54          | （レオサリュート）   |
| 1992.01.11 | 中山   | 若竹賞           | 500  | 芝2000m（稍） | 16    | 6     | 12    | 05.6（2人）    | 6着  | 2:03.5 (36.9)        | -0.3 | 蛯沢誠治 | 55          | ハヤノビトン         |
| 0000.02.03 | 東京   | セントポーリア賞 | 500  | 芝1800m（稍） | 15    | 4     | 7     | 13.5（9人）    | 3着  | 1:49.0 (36.8)        | -0.5 | 蛯沢誠治 | 55          | サクラセカイオー     |
| 0000.02.23 | 東京   | 春菜賞           | 500  | 芝1600m（良） | 16    | 5     | 10    | 05.2（3人）    | 2着  | 1:35.2 (35.6)        | -0.1 | 田中勝春 | 53          | タイガーエース       |
| 0000.03.22 | 中山   | 若葉S            | OP   | 芝2000m（重） | 9     | 3     | 3     | 15.1（4人）    | 1着  | 2:05.1 (38.2)        | -0.7 | 田中勝春 | 56          | （サウスオー）       |
| 0000.04.19 | 中山   | 皐月賞           | GI   | 芝2000m（良） | 17    | 6     | 12    | 13.3（3人）    | 6着  | 2:02.3 (37.6)        | -0.9 | 田中勝春 | 57          | ミホノブルボン       |
| 0000.05.31 | 東京   | 東京優駿         | GI   | 芝2400m（良） | 18    | 6     | 12    | 18.1（7人）    | 9着  | 2:30.3 (38.8)        | -2.5 | 田中勝春 | 57          | ミホノブルボン       |
| 0000.11.08 | 京都   | 菊花賞           | GI   | 芝3000m（良） | 18    | 7     | 15    | 63.3（13人）   | 6着  | 3:06.8 (47.9)        | -1.8 | 田中勝春 | 57          | ライスシャワー       |
| 0000.12.06 | 中山   | ディセンバーS    | OP   | 芝2000m（良） | 8     | 7     | 7     | 04.3（3人）    | 2着  | 2:00.8 (35.4)        | -0.3 | 田中勝春 | 53          | フジヤマケンザン     |
| 1993.01.05 | 中山   | 金杯（東）       | GIII | 芝2000m（良） | 13    | 4     | 5     | 06.6（2人）    | 1着  | 2:00.5 (36.2)        | -0.0 | 田中勝春 | 53          | （カリブソング）     |
| 0000.02.21 | 東京   | 目黒記念         | GII  | 芝2500m（良） | 12    | 8     | 11    | 06.4（3人）    | 4着  | 2:32.9 (36.2)        | -0.5 | 田中勝春 | 55          | マチカネタンホイザ   |
| 0000.03.14 | 中山   | 中山記念         | GII  | 芝1800m（良） | 14    | 7     | 12    | 08.8（4人）    | 5着  | 1:47.4 (35.4)        | -0.4 | 田中勝春 | 56          | ムービースター       |
| 0000.04.11 | 中山   | エイプリルS      | OP   | 芝2000m（良） | 11    | 5     | 5     | 02.9（2人）    | 2着  | 2:00.0 (34.7)        | -0.1 | 田中勝春 | 56          | サクラセカイオー     |
| 0000.05.16 | 新潟   | 新潟大賞典       | GIII | 芝2200m（良） | 14    | 3     | 3     | 02.1（1人）    | 4着  | 2:14.2 (37.0)        | -0.7 | 田中勝春 | 56          | ハシノケンシロウ     |
| 0000.06.13 | 阪神   | 宝塚記念         | GI   | 芝2200m（良） | 11    | 7     | 9     | 42.4（9人）    | 4着  | 2:18.4 (38.3)        | -0.7 | 南井克巳 | 56          | メジロマックイーン   |
| 0000.10.10 | 東京   | 毎日王冠         | GII  | 芝1800m（良） | 13    | 2     | 2     | 38.3（8人）    | 2着  | 1:45.8 (34.8)        | -0.3 | 田中勝春 | 57          | シンコウラブリイ     |
| 0000.10.31 | 東京   | 天皇賞（秋）     | GI   | 芝2000m（良） | 17    | 1     | 2     | 12.7（6人）    | 2着  | 1:58.9 (35.9)        | -0.0 | 田中勝春 | 58          | ヤマニンゼファー     |
| 0000.12.05 | 中山   | ディセンバーS    | OP   | 芝2000m（良） | 6     | 1     | 1     | 01.6（1人）    | 1着  | 2:00.3 (34.7)        | -0.1 | 田中勝春 | 59          | （マキノトウショウ） |
| 0000.12.26 | 中山   | 有馬記念         | GI   | 芝2500m（良） | 14    | 2     | 2     | 14.7（7人）    | 7着  | 2:32.1 (35.7)        | -1.2 | 田中勝春 | 57          | トウカイテイオー     |
| 1994.02.06 | 東京   | 東京新聞杯       | GIII | 芝1600m（良） | 16    | 2     | 3     | 03.7（2人）    | 1着  | 1:33.6 (34.8)        | -0.1 | 田中勝春 | 59          | （ケントニーオー）   |
| 0000.10.09 | 東京   | 毎日王冠         | GII  | 芝1800m（良） | 11    | 6     | 6     | 07.0（5人）    | 8着  | 1:45.2 (34.9)        | -0.6 | 田中勝春 | 57          | ネーハイシーザー     |
| 0000.10.30 | 東京   | 天皇賞（秋）     | GI   | 芝2000m（良） | 13    | 1     | 1     | 33.8（8人）    | 2着  | 1:58.8 (34.4)        | -0.2 | 田中勝春 | 58          | ネーハイシーザー     |
| 1995.07.09 | 中京   | 高松宮杯         | GII  | 芝2000m（良） | 12    | 7     | 10    | 11.9（5人）    | 7着  | 2:03.3 (37.2)        | -0.7 | 田中勝春 | 57          | マチカネタンホイザ   |
| 1996.02.04 | 東京   | 東京新聞杯       | GIII | 芝1600m（良） | 16    | 4     | 8     | 22.4（7人）    | 6着  | 1:35.0 (34.3)        | -0.6 | 田中勝春 | 60          | トロットサンダー     |
| 0000.03.10 | 中山   | 中山記念         | GII  | 芝1800m（良） | 15    | 3     | 4     | 07.3（4人）    | 9着  | 1:48.1 (35.7)        | -0.9 | 田中勝春 | 58          | サクラローレル       |

## 引退後
引退後は種牡馬となったが、12年の種牡馬生活で血統登録されたのは65頭、そのうちJRAで勝利を挙げた馬は初年度産駒のカワキタアラシただ1頭に終わるなど不振に終わった。
2009年に種牡馬を引退し、その後は北海道日高郡新ひだか町の荒木育成牧場にて功労馬として繋養されていたが、2011年4月13日、病気のため死亡した。

## 血統表
| セキテイリュウオーの血統      | セキテイリュウオーの血統                                                           | セキテイリュウオーの血統                                                           | （血統表の出典）                                                                   | （血統表の出典） |
| 父系                          | テスコボーイ系                                                                     | テスコボーイ系                                                                     | テスコボーイ系                                                                     | [ § 2 ]          |
| 父 トウショウボーイ 1973 鹿毛 | 父の父*テスコボーイ Tesco Boy 1963 黒鹿毛                                          | Princely Gift                                                                      | Nasrullah                                                                          | Nasrullah        |
| 父 トウショウボーイ 1973 鹿毛 | 父の父*テスコボーイ Tesco Boy 1963 黒鹿毛                                          | Princely Gift                                                                      | Blue Gem                                                                           |                  |
| 父 トウショウボーイ 1973 鹿毛 | 父の父*テスコボーイ Tesco Boy 1963 黒鹿毛                                          | Suncourt                                                                           | Hyperion                                                                           | Hyperion         |
| 父 トウショウボーイ 1973 鹿毛 | 父の父*テスコボーイ Tesco Boy 1963 黒鹿毛                                          | Suncourt                                                                           | Inquisition                                                                        |                  |
| 父 トウショウボーイ 1973 鹿毛 | 父の母*ソシアルバターフライ Social Butterfly 1957 鹿毛                             | Your Host                                                                          | Alibhai                                                                            | Alibhai          |
| 父 トウショウボーイ 1973 鹿毛 | 父の母*ソシアルバターフライ Social Butterfly 1957 鹿毛                             | Your Host                                                                          | Boudoir                                                                            |                  |
| 父 トウショウボーイ 1973 鹿毛 | 父の母*ソシアルバターフライ Social Butterfly 1957 鹿毛                             | Wisteria                                                                           | Easton                                                                             | Easton           |
| 父 トウショウボーイ 1973 鹿毛 | 父の母*ソシアルバターフライ Social Butterfly 1957 鹿毛                             | Wisteria                                                                           | Blue Cyprus                                                                        |                  |
| 母 レインボーローズ 1979 栗毛 | 母の父*ファーストファミリー First Family 1962 栗毛                                 | First Landing                                                                      | Turn-to                                                                            | Turn-to          |
| 母 レインボーローズ 1979 栗毛 | 母の父*ファーストファミリー First Family 1962 栗毛                                 | First Landing                                                                      | Hildene                                                                            |                  |
| 母 レインボーローズ 1979 栗毛 | 母の父*ファーストファミリー First Family 1962 栗毛                                 | Somethingroyal                                                                     | Princequillo                                                                       | Princequillo     |
| 母 レインボーローズ 1979 栗毛 | 母の父*ファーストファミリー First Family 1962 栗毛                                 | Somethingroyal                                                                     | Imperatrice                                                                        |                  |
| 母 レインボーローズ 1979 栗毛 | 母の母*プティットアミ Petite Amie 1961 黒鹿毛                                      | Prince Taj                                                                         | Prince Bio                                                                         | Prince Bio       |
| 母 レインボーローズ 1979 栗毛 | 母の母*プティットアミ Petite Amie 1961 黒鹿毛                                      | Prince Taj                                                                         | Malindi                                                                            |                  |
| 母 レインボーローズ 1979 栗毛 | 母の母*プティットアミ Petite Amie 1961 黒鹿毛                                      | Turkhan Law                                                                        | Turkhan                                                                            | Turkhan          |
| 母 レインボーローズ 1979 栗毛 | 母の母*プティットアミ Petite Amie 1961 黒鹿毛                                      | Turkhan Law                                                                        | Road Law F-No.19                                                                   |                  |
| 母系(F-No.)                   | プティットアミ系(FN:19)                                                            | プティットアミ系(FN:19)                                                            | プティットアミ系(FN:19)                                                            | [ § 3 ]          |
| 5代内の近親交配               | Nearco5×5、Mumtaz Begum5×5、Jury5×5、Hyperion 4･5（父内）、Prince Rose 5･5（母内） | Nearco5×5、Mumtaz Begum5×5、Jury5×5、Hyperion 4･5（父内）、Prince Rose 5･5（母内） | Nearco5×5、Mumtaz Begum5×5、Jury5×5、Hyperion 4･5（父内）、Prince Rose 5･5（母内） | [ § 4 ]          |
| 出典                          | 1. 2. 3. 4.                                                                        | 1. 2. 3. 4.                                                                        | 1. 2. 3. 4.                                                                        | 1. 2. 3. 4.      |

- 半妹レインボーファストの産駒にエースインザレース（兵庫ジュニアグランプリ）、孫にレインボーライン（天皇賞・春など）、アニメイトバイオ（ローズステークス）がいる[16]。

### 馬
1. ↑  共同通信杯4歳ステークス優勝（“エアジョーダン”. JBISサーチ.   公益社団法人日本軽種馬協会. 2019年10月29日閲覧。）
2. ↑  シンザン記念優勝（“マヤノペトリュース”. JBISサーチ.   公益社団法人日本軽種馬協会. 2019年10月29日閲覧。）